# Rhenium(VI)-fluorid
Rhenium(VI)-fluorid (ReF6), meist auch Rheniumhexafluorid, ist eine chemische Verbindung der Elemente Rhenium und Fluor und gehört zur Stoffgruppe der Hexafluoride.

## Darstellung
Rheniumhexafluorid wird durch Umsetzung von Rhenium(VII)-fluorid ReF7 mit Rheniummetall im Autoklaven bei 300 °C dargestellt.
{\displaystyle {\ce {6 ReF7 + Re -> 7 ReF6}}}
Ebenfalls möglich ist die Darstellung aus den Elementen.
{\displaystyle {\ce {Re + 3 F2 -> ReF6}}}

## Eigenschaften
Rheniumhexafluorid ist bei Raumtemperatur eine Flüssigkeit, die bei 18,5 °C zu einem gelben kristallinen Feststoff erstarrt bzw. bei 33,7 °C siedet. Es kristallisiert im orthorhombischen Kristallsystem (gemessen bei −140 °C) in der Raumgruppe Pnma (Nr. 62) mit den Gitterparametern a = 941,7 pm, b = 857,0 pm und c = 496,5 pm und vier Formeleinheiten pro Elementarzelle mit einer berechneten Dichte von 4,94 g·cm−3. Das ReF6-Molekül ist oktaedrisch (Oh); die Re–F-Bindungslänge beträgt 182,3 pm.